# Афанасьев, Яков Никитович
Яков Никитович Афанасьев (21 октября 1877, г. Балашов, Саратовская губерния — 20 декабря 1937, Минск) — белорусский советский учёный-почвовед, педагог, доктор геолого-минералогических наук (1934), профессор (1921), действительный член Академии наук Белорусской ССР (1928).
Основоположник и организатор исследований почв Беларуси, стоял у истоков советского почвоведения, первым сделал попытку классифицировать почвы мира.

## Биография
Родился в мещанской семье. Из-за отсутствия средств, вынужден был оставить церковно-приходскую школу. Занимался самообразованием и экстерном сдал все экзамены за полный курс Балашовской мужской гимназии.
С 1897 по 1901 обучался на факультете естествознания Санкт-Петербургского университета, уже весной 1902 года защитил кандидатскую диссертацию. После чего был оставлен преподавателем Высших женских (Голицынских) сельскохозяйственных курсов в Москве.
Участник восстания 1905 года на Красной Пресне в Москве.
В 1905—1914 Я. Н. Афанасьев занимался исследованием почв в Черниговской, Полтавской, Калужской и других губерниях Российской империи, проводил аналитическую обработку проб, знакомился с хозяйственной деятельностью различных регионов России, тем самым заложил основы будущих научных концепций.
После революции 1917 года входил в комиссию по изучению производительных сил страны, стал профессором Московского межевого института.
С 1921 работал в Белоруссии. Был заведующим кафедрой почвоведения Горецкого сельскохозхяйственного института, преобразованного в 1925 в Белорусскую сельскохозяйственную академию.
В 1928 году избран академиком Белорусской Академии наук.
В 1931 году назначен первым директором НИИ агропочвоведения и удобрений БССР. На этом посту в 1931—1937 гг. руководил всеми почвенными и агрохимическими исследованиями в республике. По его инициативе была создана кафедра почвоведения в Белорусском государственном университете. Побывал в научных командировках в Чехословакии и Польше, участвовал в международных конгрессах почвоведов в Вашингтоне (1927) и Ленинграде (1930).
В августе 1937 был арестован. По обвинения в националистической, контрреволюционной и террористической деятельности приговорен к расстрелу. Казнён 20 декабря 1937 года в подвале Внутренней тюрьмы НКВД в Минске.
Реабилитирован посмертно в 1957 году.

## Научная деятельность
Проводил исследования почв, составил первую почвенную карту Белорусской ССР. В своих исследованиях Афанасьев уделял большое внимание решению практических вопросов развития сельскохозяйственного производства.
Автор трудов по вопросам повышения урожайности в различных почвенных районах Беларуси, борьбы с избыточной влажностью в почвах.
Новатор. Был основоположником учения о биологическом и минеральном происхождении заболоченных почв и необходимости различного их мелиорирования. Спустя десятилетия эти идеи Афанасьева вернулись в страну под именами иностранных ученых.
Опубликовал более 30 научных работ, в том числе 4 монографии.

## Избранные труды
- «Зональные системы почв» (1922)
- «Асноўныя рысы глебавага твару зямлі» (1930)
- «Глебавыя раёны БССР» (1931)
- «Почвоведение и агрохимия» (Избранные труды, 1977)
- «Генезис, проблемы классификации и плодородия почв» (Избранные труды, 1997)
- «Почвенные районы БССР» (1931)
- «Природный и культурный рельеф полей БССР как фактор урожайности» (1932)
- «Как повысить урожайность на почвах БССР»
- «Почвенный покров Оршанщины и Могилевщины» (1933)
- «Материалы к агрономической характеристике почв»
- «Участие почвоведов в разрешении проблемы зимостойкости культур» (1936) и др.